# Шарль-Марі-Еспрі Еспінасс
Шарль-Марі-Еспрі Еспінасс (фр. Charles-Marie-Esprit Espinasse 2 квітня 1815 — 4 червня 1859))  — французький військовик, короткий час міністр внутрішніх справ та громадської безпеки у 1858 році. Загинув під час італійської кампанії 1859 року.

## Біографія
Шарль-Марі-Еспрі Еспінасс народився в Кастельнодарі 2 квітня 1815 року, син Жана Еспінасса та Жермен Робер. У 1833 році був зарахований до Військової академії Сен-Сір. Після випуску став підпоручиком у 47-му піхотному полку. Згодом вступив до Іноземного легіону, де у 1838 році отримав звання лейтенанта.
Еспінасс брав участь у кампанії в Алжирі з 1835 по 1849 роки, де був тяжко поранений під час бою в Ауресі. 17 січня 1841 року отримав звання капітана в 1-му єгерському полку. Його було підвищено до командира батальйону у зуавському полку, де він служив з 20 жовтня 1845 по 1 травня 1849 року. З 22-м піхотним полком він брав участь у взятті Риму.
У 1851 році генерал Жак Леруа де Сен-Арно викликав його до Парижа для командування 42-м піхотним полком. Підтримав державний переворот Наполеона III 2 грудня 1851 року, став його ад'ютантом. 10 травня 1852 року отримав звання бригадного генерала.
Під час Кримської війни командував 1-ю піхотною бригадою 1-ї піхотної дивізії, відзначився в битві на Чорній річці та битві за Малахов курган. Отримав звання генерал-майора.

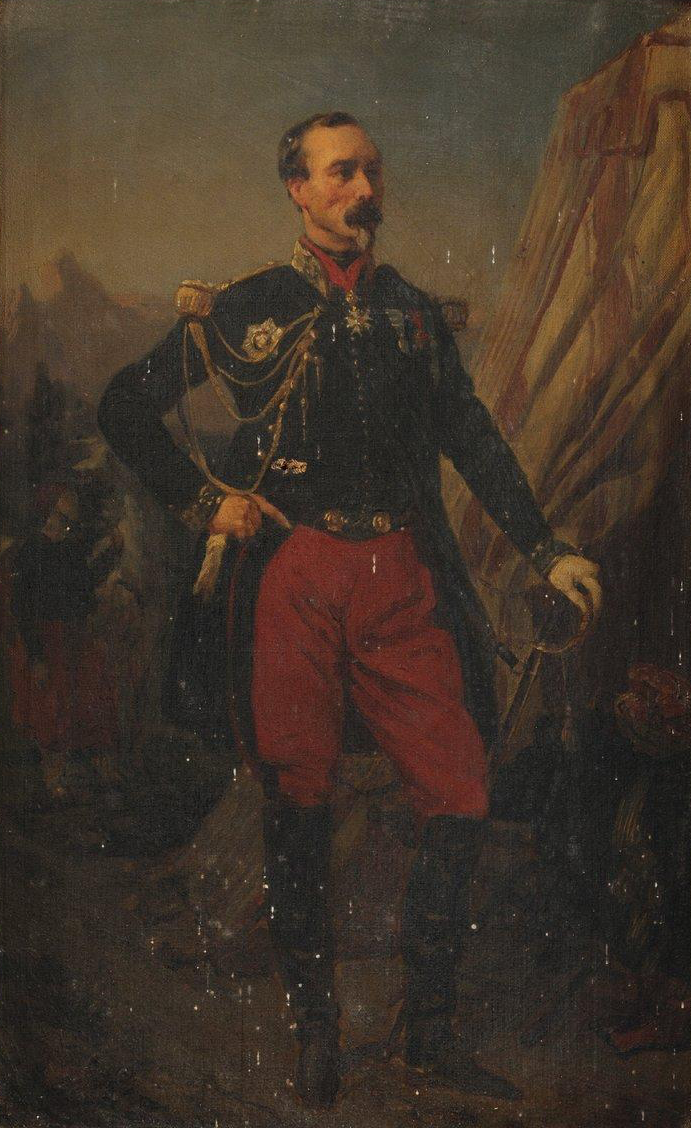
Портрет генерала Еспінасса

У 1857 році став [генеральним інспектором піхоти. Після замаху Феліче Орсіні на Наполеона III 14 січня 1858 року був призначений міністром внутрішніх справ і громадської безпеки. Обіймав посаду з 7 лютого по 14 червня 1858 року, після чого став сенатором.
2 квітня 1859 року приєднався до італійської кампанії, командував 2-ю дивізією 2-го корпусу під командуванням генерала Мак-Магона. Загинув 4 червня 1859 року в селі Маджента під час битви при Мадженті.